# Golda (película)
Golda es una película dramática y biográfica de 2023 dirigida por Guy Nattiv y escrita por Nicholas Martin. La película, protagonizada por Helen Mirren, Camille Cottin y Liev Schreiber, describe la vida de Golda Meir, primera ministra de Israel, particularmente durante la guerra de Yom Kipur.
Recibió su estreno mundial en el Festival Internacional de Cine de Berlín de 2023 el 20 de febrero de 2023. Fue estrenada en los Estados Unidos por Bleecker Street y Shivhans Pictures el 25 de agosto de 2023 y está programada para ser estrenada en el Reino Unido e Irlanda por Vertical Entertainment y MetFilm Distribution el 6 de octubre de 2023.

## Reparto
- Helen Mirren como Golda Meir[2]
- Camille Cottin como Lou Kaddar
- Rami Heuberger como Moshé Dayán
- Ohad Knoller como Ariel Sharón
- Lior Ashkenazi como David Elazar
- Dominic Mafham como Jaim Bar-Lev
- Ellie Piercy como Shir Shapiro
- Ed Stoppard como Benjamin Peled
- Rotem Keinan como Zvi Zamir
- Dvir Benedek como Eli Zeira
- Emma Davies como Miss Epstein
- Liev Schreiber como Henry Kissinger
- Jaime Ray Newman como secretaria de Henry Kissinger

## Producción

### Desarrollo
En abril de 2021, se anunció que Helen Mirren protagonizaría, con Guy Nattiv como director, un guion de Nicholas Martin. En noviembre de 2021, Camille Cottin, Rami Heuberger, Lior Ashkenazi, Ellie Piercy, Ed Stoppard, Rotem Keinan, Dvir Benedek, Dominic Mafham, Ben Caplan, Kit Rakusen y Emma Davies se unieron al elenco. En enero de 2022, Liev Schreiber anunció su participación.

### Rodaje
La fotografía principal comenzó el 8 de noviembre de 2021 en Londres, Reino Unido.

### Controversia con el casting
En enero de 2022, la actriz británica Maureen Lipman criticó el casting de Helen Mirren para la película por no ser judía, afirmando: "Estoy segura de que será maravillosa, pero nunca se le permitiría a Ben Kingsley interpretar a Nelson Mandela. Simplemente ni siquiera podías ir allí." Al mes siguiente, Mirren respondió diciendo que Lipman era "completamente legítima" para criticar su casting, y que había discutido la decisión de elegirla para la película con el director Nattiv.

## Estreno
En julio de 2021, Bleecker Street y ShivHans Pictures adquirieron los derechos de distribución de la película en Estados Unidos. En agosto de 2023, Vertical Entertainment adquirió los derechos de distribución en el Reino Unido e Irlanda en asociación con MetFilm Distribution. Tuvo su estreno mundial en el 73.º Festival Internacional de Cine de Berlín el 20 de febrero de 2023. También se proyectó en el Festival de Cine de Jerusalén el 13 de julio de 2023. Fue estrenada en Israel el 24 de agosto de 2023 por United King Films, y en Estados Unidos al día siguiente, el 25 de agosto de 2023. El estreno de la película está previsto en los cines del Reino Unido e Irlanda el 6 de octubre de 2023.